# East Torrington
East Torrington – wieś w Anglii, w Lincolnshire, w dystrykcie West Lindsey, w civil parish Legsby. W 1931 roku civil parish liczyła 88 mieszkańców.